# Ingrischia
Ingrischia is een geslacht van rechtvleugeligen uit de familie sabelsprinkhanen (Tettigoniidae). De wetenschappelijke naam van dit geslacht is voor het eerst geldig gepubliceerd in 2010 door Naskrecki & Rentz.

## Soorten
Het geslacht Ingrischia  is monotypisch en omvat slechts de volgende soort:
- Ingrischia macrocephala (Naskrecki & Rentz, 2010)